# NGC 3581
NGC 3581 (другие обозначения — ESO 129-EN9, AM 1109-610) — эмиссионная туманность в созвездии Киля. Открыта Джоном Гершелем в 1834 году. Исследователи часто отмечают необычную форму туманности.
Туманность вместе с NGC 3576, NGC 3579, NGC 3582, NGC 3584, и NGC 3586 является яркой частью области ионизированного водорода Gum 38a. Свечение газа в NGC 3581 объясняется ионизацией его фотонами находящихся в туманности звезд и, в центре, наличием пяти инфракрасных источников (видимо, молодых звездных образований), включая IRS1, без вклада которых объяснить свечение туманности не представляется возможным.
Этот объект входит в число перечисленных в оригинальной редакции «Нового общего каталога».